# Hesperus (Schiff)
HMS Hesperus (H57) war ein Zerstörer der H-Klasse der britischen Royal Navy im Zweiten Weltkrieg. Das für die brasilianische Marine im Bau befindliche Schiff wurde unmittelbar nach Kriegsbeginn mit seinen fünf Schwesterschiffen von Großbritannien angekauft.
Die Hesperus war einer der erfolgreichsten U-Boot-Jäger der Briten.

## Geschichte
Das Schiff lief am 1. August 1939 als Teil einer Klasse von sechs Zerstörern für die brasilianische Marine bei Thornycroft in Woolston, Southampton, unter dem Namen Juruena vom Stapel. Am 4. September 1939, also unmittelbar nach Kriegsbeginn, erwarb Großbritannien den Zerstörer, der zunächst in HMS Hearty, am 27. Februar 1940 dann in HMS Hesperus umbenannt wurde. In Dienst gestellt wurde er am 22. Januar 1940.
Der Zerstörer wurde gemeinsam mit seinen früher brasilianischen Schwesterschiffen der 9. Zerstörerflottille zugewiesen und fungierte als deren Flottillenführer. Die ersten Kriegseinsätze des Schiffes erfolgten bei den Operationen im Zusammenhang mit den letztlich erfolglosen Versuchen der alliierten Truppen, die gelandeten deutschen Truppen (Unternehmen Weserübung) aus Norwegen zurückzuwerfen. Dabei wurde HMS Hesperus im Mai 1940 vor Mo durch deutsche Stukas schwer beschädigt.
Nach der Reparatur wurde HMS Hesperus im Mai 1941 bei einem stark gesicherten Geleitzug im Mittelmeer eingesetzt, der der Versorgung der belagerten Insel Malta diente. HMS Hesperus diente danach als Führungsschiff einer der neu gebildeten Geleitgruppen, die aus wenigen, meist älteren Zerstörern und mehreren Korvetten, später dann auch teilweise einer Fregatte, bestanden. Die U-Boot-Abwehr- und Flugabwehr-Bewaffnung wurde dafür im Laufe der Zeit zulasten der Hauptgeschütze und eines Torpedorohrsatzes verstärkt.
Erste Erfolge gelangen HMS Hesperus noch während der Zeit, als er mit der Force H in Gibraltar stationiert war. Gemeinsam mit der Harvester konnte am 7. Dezember 1941 westlich von Gibraltar U 208 versenkt werden, das auf dem Marsch ins Mittelmeer war. Am 15. Januar 1942 erzielte das Schiff mit der Versenkung von U 93, das ein Gibraltar-Geleit angreifen wollte, einen weiteren Erfolg.
Im Juni 1942 übernahm einer der erfolgreichsten Führer von U-Jagd-Gruppen, Commander Donald MacIntyre, das Kommando über die Geleitgruppe, die von HMS Hesperus geführt und nun schwerpunktmäßig auf der Nordatlantik-Route eingesetzt wurde. Die nächste Versenkung erfolgte jedoch erst am 20. Dezember 1942, als nordwestlich von Irland in Zusammenarbeit mit dem Zerstörer HMS Vanessa durch Rammstoß U 357 versenkt werden konnte. Mit dem inzwischen eingebauten Hedgehog-Werfer versenkte der Zerstörer am 23. April 1943 sein nächstes Opfer, U 191, südöstlich von Kap Farewell. Bereits etwa drei Wochen später kam es dann nördlich der Azoren zunächst zu einem epischen Duell zwischen HMS Hesperus und U 223, in dessen Verlauf das U-Boot insgesamt fünf Torpedos auf den Zerstörer schoss, der sich seinerseits mit Rammversuchen, Artillerie und Wasserbomben wehrte. Das U-Boot konnte jedoch beschädigt seinen Heimathafen erreichen. Noch am selben Tag, dem 12. Mai 1943, konnte aber U 186 zunächst mittels Huff-Duff eingepeilt, dann nach einem Tauchmanöver mit Asdic geortet und schließlich durch Wasserbomben versenkt werden.
In der Zeit von Herbst 1943 bis Frühjahr 1944 war die von HMS Hesperus geführte Geleitgruppe auf der Route zwischen Großbritannien und Gibraltar eingesetzt. Im Juli 1944 wurde dem Zerstörer aufgrund seiner herausragenden Erfolge die Ehre zu Teil, die sterblichen Überreste des erfolgreichsten U-Boot-Jägers der Briten, von Captain Frederic John Walker, zur Seebestattung an Bord nehmen zu dürfen. Nach weiteren Nordatlantik-Konvois, das Kommando der Geleitgruppe hatte inzwischen gewechselt, folgte schließlich im Jahre 1945 eine Zeit, in der die Gruppe zur freien U-Jagd im Ärmelkanal und in der Biskaya eingeteilt war.
Nach dem Ende der Kampfhandlungen wurde HMS Hesperus im November 1946 zum Abwracken verkauft.